# Dubonnet

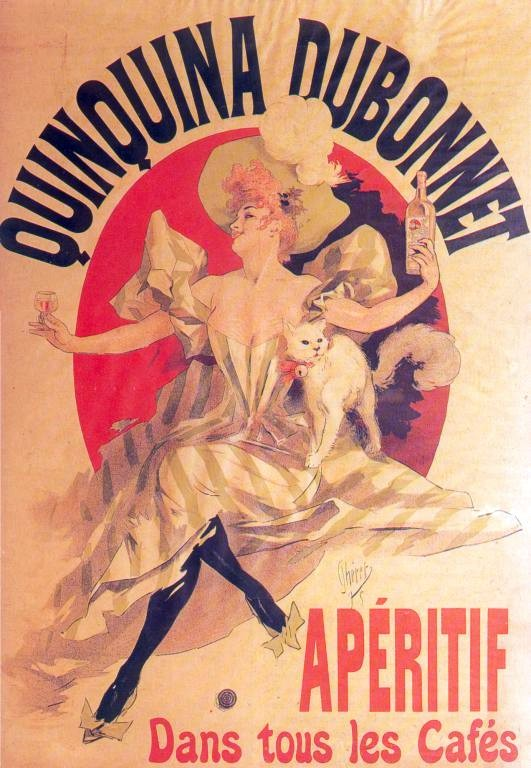
Propaganda de Dubonnet.

Dubonnet é um aperitivo doce, à base de vinho. É uma mistura de vinho fortificado, ervas e especiarias (incluindo uma pequena quantidade de quinino), com a fermentação sendo interrompida pelo acréscimo de álcool.
Foi vendido pela primeira vez em 1846 por Joseph Dubonnet, após uma competição criada pelo governo francês como forma de encontrar uma maneira de persuadir os membros da Legião Estrangeira que combatiam no Norte da África a consumir o quinino, substância que combate a malária porém tem um gosto muito amargo quando consumido por si só.
A marca Dubonnet foi incorporada pela Pernod Ricard em 1976, e tornou-se popular novamente no fim da década de 1970 após uma campanha publicitária que contava com a cantora e atriz Pia Zadora. Está disponível nas variedades Rouge, Blanc e Gold (baunilha e laranja). É muito conhecida pelo slogan de suas campanhas publicitárias, "Dubo, Dubon, Dubonnet", de autoria do designer gráfico francês Cassandre, que ainda pode ser vistos em muitas paredes de edifícios na França. Costuma ser consumido misturado com limonada ou bitter lemon, ou é utilizado em diversos coquetéis.
Supostamente é a bebida favorita de diversas personalidades, entre elas:
- Elizabeth Bowes-Lyon, a Rainha-Mãe do Reino Unido, que gostava de beber gim com Dubonnet: 30% de gim, 70% de Dubonnet, com uma fatia de limão sob o gelo. Ela teria comentado certa vez, antes de uma viagem: "...acho que vou levar duas garrafinhas de Dubonnet e gim comigo hoje de manhã, caso seja necessário..."[2][3]
- Rainha Elizabeth II do Reino Unido, que também gostava de beber Dubonnet e gim antes do almoço todos os dias.[4]
- Hetty Wainthropp (detetive privado), personagem da série Hetty Wainthropp Investigates, da BBC.
- Katie Morosky (interpretada por Barbra Streisand), que bebia "Dubonnet sobre gelo" no filme The Way We Were, de 1973.

O Dubonnet já foi comparado por alguns mixólogos ao Buckfast Tonic Wine.